# آسومپتا سرنا
آسومپتا سرنا (اسپانیایی: Assumpta Serna‎؛ زادهٔ ۱۶ سپتامبر ۱۹۵۷) بازیگر اهل اسپانیا است. وی از سال ۱۹۷۸ میلادی تاکنون مشغول فعالیت بوده‌است.
از فیلم‌ها یا برنامه‌های تلویزیونی که وی در آن نقش داشته‌است، می‌توان به سرزمین گرگ‌ها، نوسترآداموس، حیله، صد و یک شب، تیرانداز، عدم قطعیت، روسینی! روسینی! و شارپ اشاره کرد.